# ファット・パット
ファット・パット（英語: Fat Pat、1970年12月4日 - 1998年2月3日）は、アメリカ合衆国のラッパー。テキサス州ヒューストン出身。ミスター・ファット・パット（Mr. Fat Pat）としても知られる。本名はパトリック・ラマーク・ホーキンス（Patrick Lamark Hawkins）。兄は同じくラッパーのジョン・"ビッグ・ホーク"・ホーキンス。兄、DJ・スクリュー、カイ-Kと共にDEA（デッド・エンド・アライアンス）のメンバーであり、彼ら全員はスクリュード・アップ・クリックのメンバーでもあった。

## 死去
プロモーターのアパートに出演料を受け取りに行った際、アパートの外の廊下で何者かに射殺された。享年27。このときプロモーターは留守だった。この事件はいまだ未解決である。8年後、兄のビッグ・ホークも何者かに射殺されている。